# Malilog Point
Malilog Point är en udde i Guam (USA).   Den ligger i kommunen Inarajan, i den södra delen av Guam, 26 km söder om huvudstaden Hagåtña.